# Рудрапур
Рудрапур (англ. Rudrapur, гінді रुद्रपुर) — місто в індійському штаті Уттаракханд, адміністративний центр округу Удхам-Сінґх-Наґар.

## Історія
Перше поселення Рудрапур було засноване Рудра Чандом (1565—1597), королем Кумаону з династії Чанд, що правив у XVI столітті. Згідно з легендою, коли Рудра проїжджав цими містами, його колісниця застрягла у болоті, і він вирішив збудувати храм та криницю на цьому місці. Цей храм Атарії зараз знаходиться за 2 км від міста та за 0,5 км від дороги Рудрапур-Халдвані. Щороку на цьому місці проводиться великий фестиваль, що триває 10 днів і на який збираються тисячі індусів, щоб поклонитися богині Атарії.
Власне місто Рудрапур було засноване в 1960 році як табір для біженців з Бірми і Пакистану після розділу Британської Індії. Біженці селилися тут урядом Індії. Ділянка, розташована на території Тераї, являла собою джунглі, де були поширені численні хвороби, такі як малярія. Багато сімей не витримали та переселилися в інші райони країни.

## Економіка
Місто розташоване біля Найнітала, найбагатшого міста штату. Основою економіки міста є сільське господарство, яким займається 70 % населення. Зокрема місто відоме високоякісним рисом. Зараз завдяки наданим пільгам у місті будується велике число промислових підприємств. Також у місті діють найкращі в окрузі лікарні.

## Клімат
Місто знаходиться у зоні, котра характеризується кліматом тропічних саван. Найтепліший місяць — червень із середньою температурою 32.6 °C (90.7 °F). Найхолодніший місяць — січень, із середньою температурою 14.3 °С (57.7 °F).
| Клімат Рудрапура        | Клімат Рудрапура | Клімат Рудрапура | Клімат Рудрапура | Клімат Рудрапура | Клімат Рудрапура | Клімат Рудрапура | Клімат Рудрапура | Клімат Рудрапура | Клімат Рудрапура | Клімат Рудрапура | Клімат Рудрапура | Клімат Рудрапура | Клімат Рудрапура |
| Показник                | Січ.             | Лют.             | Бер.             | Квіт.            | Трав.            | Черв.            | Лип.             | Серп.            | Вер.             | Жовт.            | Лист.            | Груд.            | Рік              |
| Середній максимум, °C   | 21,3             | 24,2             | 30,3             | 36,6             | 39,9             | 38,6             | 34,1             | 33,2             | 33,4             | 32,5             | 28,2             | 22,9             | 31,3             |
| Середня температура, °C | 14,3             | 16,9             | 22,3             | 28,5             | 32,2             | 32,6             | 29,9             | 29,3             | 28,7             | 25,7             | 20,4             | 15,5             | 24,7             |
| Середній мінімум, °C    | 7,2              | 9,7              | 14,4             | 20,5             | 24,5             | 26,7             | 25,8             | 25,5             | 24,1             | 18,9             | 12,7             | 8,2              | 18,2             |
| Норма опадів, мм        | 20.6             | 19.6             | 15.3             | 9.7              | 21.4             | 116.2            | 287.4            | 310.6            | 161.9            | 31.6             | 2.8              | 7.6              | 1004.7           |
| ----------------------- | ---------------- | ---------------- | ---------------- | ---------------- | ---------------- | ---------------- | ---------------- | ---------------- | ---------------- | ---------------- | ---------------- | ---------------- | ---------------- |
| Джерело: Weatherbase    |                  |                  |                  |                  |                  |                  |                  |                  |                  |                  |                  |                  |                  |